# Dipartimento di Batha Orientale
Il dipartimento di Batha Orientale è un dipartimento del Ciad facente parte della provincia di Batha. Il capoluogo è Oum Hadjer.

## Comuni
Il dipartimento comprende i seguenti comuni:
- Am Sack
- Dab-Dab
- Oum Hadjer